# Lamprotatus brevicornis
Lamprotatus brevicornis är en stekelart som beskrevs av Thomson 1876. Lamprotatus brevicornis ingår i släktet Lamprotatus och familjen puppglanssteklar.
Artens utbredningsområde är:
- Tyskland.
- Nederländerna.
- Sverige.

Arten är reproducerande i Sverige. Inga underarter finns listade i Catalogue of Life.